# Viola takahashii
Viola takahashii är en violväxtart som först beskrevs av Takenoshin Nakai, och fick sitt nu gällande namn av Makoto Takenouchi. Viola takahashii ingår i släktet violer, och familjen violväxter. Inga underarter finns listade i Catalogue of Life.